# Reginaldo de Travacan
Reginaldo de Travacan (França - França) foi um nobre e cavaleiro medieval do Reino de França e Senhor de Bracquemont e Traversain na Normandia.

## Relações familiares
Foi pai de Reginaldo de Braquemont (França, 1300 - Cocherel, Lizy-sur-Ourcq, Meaux, Seine-et-Marne, França, 13 de março de 1364), um nobre do Reino de França, camareiro do rei Filipe III de Navarra e Senhor de Bracquemont e Traversain na Normandia.